# Torrent de ses Coves del Rei
El torrent de ses Coves del Rei és un torrent de la Marina de Santanyí, després de recórrer 4 km, desemboca a la cala de sa Font de n'Alís, formant un estany d'aigües salabroses. Té com a afluent per l'esquerra el torrent d'en Tomàs, que fa part del Catàleg de béns patrimonials del municipi de Santanyí. Presenta un tret característic de la hidrografia de Mallorca, l'escorrentia esporàdica alimentada bàsicament a partir dels desguàs superficial, el que implica que rere les pluges el corrent queda interromput. Gran part de la seva conca, de 9.8 km² i la seva desembocadura formen part del Parc Natural de Mondragó.